# Plönningegymnasiet

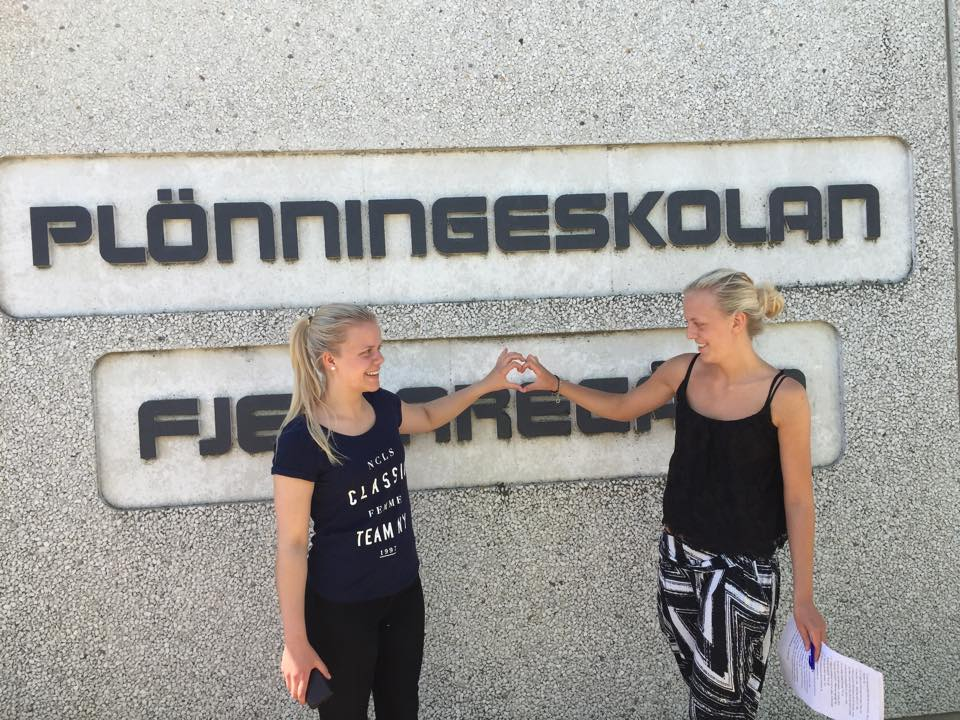

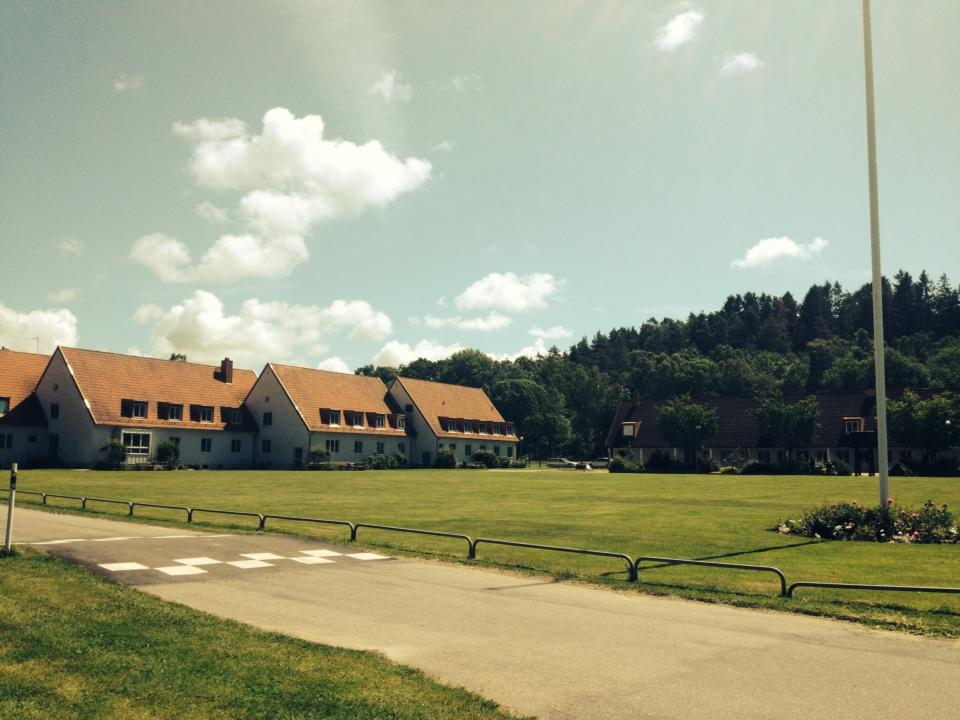
Plönningegymnasiet, framsida.

Plönningegymnasiet var ett naturbruksgymnasium med inriktning skog (skog-skogsentreprenör eller skog-maskinentreprenad) och inriktning djur (hästskötare-ridning/trav eller djurvårdare/veterinärassistent, NIU-ridsport och hundskötare). Intag fanns även för elever med ADHD/Aspergers (NPF-diagnoser). Skolan ligger på Nyårsåsens sluttning omkring en mil norr om Halmstad. Plönningegymnasiet var en internatskola.
Plönningeskolan startade 1947 som en grundutbildning i lantbruk, driven av Hallands läns landsting. Plönninge hade 1862-1907 ägts av familjen von Schéele som bland annat drivit ett mejeri här. Under 1930-talet ökade elevantalet vid ungdomsskolan i Katrineberg, samtidigt som kravet på en mer riktad lantbruksskola i Halland allt oftare framfördes. 1936 tillsattes en kommitté och efter en utredning inköptes 1938 Plönninge med tillträde av egendomen 1940.
År 1962 startade man även skogsbrukutbildning i regi av Skogsvårdsstyrelsen, vilken även den 1971 togs över av landstinget. År 1975 slogs de båda skolorna samman. De var ursprungligen rena yrkesskolor men blev med gymnasiereformen på 1970-talet gymnasieutbildningar. Under 1970-taket var skolan populär och Munkagårdsgymnasiet i Tvååker med trädgårds- och lantbruksutbildning skapades för att avlasta Plönninge. På 1990-talet blev Plönninge naturbrukgymnasium med breddad profil. År 2002 tog Region Halland över som huvudman och fick ett allt närmare samarbete med Munksgårdsskolan, från 2005 fick skolorna gemensam ledningsorganisation. Lantbruks- och skogsbruksskolorna fick allt färre sökande, endast hästskötarutbildningen hade fortsatt stort intresse bland de sökande. Den renodlade jordbruksutbildningen lades ned och i stället startades utbildningar med inriktning mot maskinförare och specialutbildningar mot elever med neuropsykiatriska diagnoser.
Höstterminen 2014 skedde bara intagning till utbildning för elever med ADHD/Aspergers. Från och med sommaren 2015 kom de nya elever med NPF-diagnoser (ADHD/Asperger) som skulle påbörja utbildningen istället att starta sin gymnasieskolgång på Munkagårdsgymnasiet i Tvååker. Elever på häst- och hundinriktning erbjöds slutföra sin utbildning på Plönningegymnasiet till och med juni 2016. Därefter upphörde häst- och hundutbildningen på skolan. Från och med höstterminen 2015 var hela skogsinriktningen flyttad till Munkagårdsgymnasiet.